# 게리 콜
게리 마이클 콜(Gary Michael Cole, 1956년 10월 20일 ~ )은 미국의 배우이다. 드라마 《부통령이 필요해》(2013-19)를 통해 2014년 제66회 프라임타임 에미상 코미디 시리즈 부문 게스트 남배우상 후보에 올랐다.

## 출연 작품

### 영화
- 리브 앤 다이 (1985)
- 루카스 (1986)
- 사선에서 (1993)
- 브래디 펀치 (1995)
- 심플 플랜 (1998)
- 오피스 스페이스 (1999)
- 기프트 (2000)
- 스토커 (2002)
- 아이 스파이 (2002)
- 내 생애 최고의 데이트 (2004)
- 피구의 제왕 (2004)
- 링 2 (2005)
- 모짜르트와 고래 (2005)
- 크라이 울프 (2005)
- 텔라데가 나이트: 리키 바비의 발라드 (2006)
- 브리치 (2007)
- 파인애플 익스프레스 (2008)
- 엑스트랙트 (2009)
- 수상한 가족 (2009)
- 배트맨: 언더 더 레드 후드 (2010) - 애니메이션
- 바니 버디 (2011) - 애니메이션
- 타미 (2014)
- The Town That Dreaded Sundown (2014)
- 더 브론즈 (2015)
- 블로커스 (2018)
- 레이싱 인 더 레인 (2019)

### 텔레비전
- 마이애미의 두 형사 (1986)
- 블루문 특급 (1987)
- 지구에서 달까지 (1998)
- 크루세이드 (1999)
- 더 프랙티스 (1999-2004)
- 천사의 손길 (2000)
- 프레이저 (2000)
- 탐정 몽크 (2003)
- 웨스트 윙 (2003-06)
- 로앤오더: 성범죄 전담반 (2004)
- 못말리는 패밀리 (2006)
- 수퍼내추럴 (2007)
- 위기의 주부들 (2008)
- 사이크 (2008)
- 안투라지 (2008-10)
- 척 (2008-11)
- 넘버스 (2009)
- 클로저 (2010)
- 굿 와이프 (2010-16)
- 트루 블러드 (2011)
- 커브 유어 엔수지애즘 (2011)
- 슈츠 (2011-13, 2016, 2019)
- 하트 오브 딕시 (2012)
- 30 ROCK (2012)
- 로열 페인스 (2012)
- 부통령이 필요해 (2013-19)
- 앤지 트라이베카 (2016)
- 언포게터블 (2016)
- 굿 파이트 (2017-22)
- 시카고 파이어 (2018-19)
- 러브, 데스 + 로봇 (2019)
- 스타트렉: 로워덱스 (2020)
- NCIS (2021-현재)
- NCIS: 로스앤젤레스 (2023)

### TV 애니메이션
- 배트맨 비욘드 (2000)
- 패밀리 가이 (2000-현재)
- 저스티스 리그 (2001)
- 킴 파서블 (2002-07)
- 킹 오브 더 힐 (2005)
- 마다가스카의 펭귄 (2010-12)
- 밥스 버거스 (2012-현재)
- 피니와 퍼브 (2014)
- 코라의 전설 (2014)
- 톰과 제리 쇼 (2014, 2017)
- 아처 (2014-15)
- 펜 제로: 파트타임 히어로 (2014-17)
- 릭 앤 모티 (2015)
- 그때 그 시절 패밀리 (2015-17)
- 위 베어 베어스: 곰 브라더스 (2016)
- 트롤: 춤과 노래는 계속된다! (2018-19)
- 아메리칸 대드! (2019, 2022)